# Андо (посёлок)
Андо (яп. 安堵町 Андо-тё:) — посёлок в Японии, находящийся в уезде Икома префектуры Нара. Площадь посёлка составляет 4,33 км², население — 7668 человек (1 августа 2014), плотность населения — 1770,90 чел./км².

## Географическое положение
Посёлок расположен на острове Хонсю в префектуре Нара региона Кинки. С ним граничат город Яматокорияма и посёлки Икаруга, Каваниси, Каваи.

## Население
Население посёлка составляет 7668 человек (1 августа 2014), а плотность — 1770,90 чел./км². Изменение численности населения с 1980 по 2005 годы:
| 1980 | 6459 чел. |  |
| 1985 | 7003 чел. |  |
| 1990 | 8728 чел. |  |
| 1995 | 8941 чел. |  |
| 2000 | 8539 чел. |  |
| 2005 | 8257 чел. |  |

## Символика
Деревом посёлка считается Ilex integra, цветком — Trachelospermum asiaticum.